# Kvibergs kyrkogård

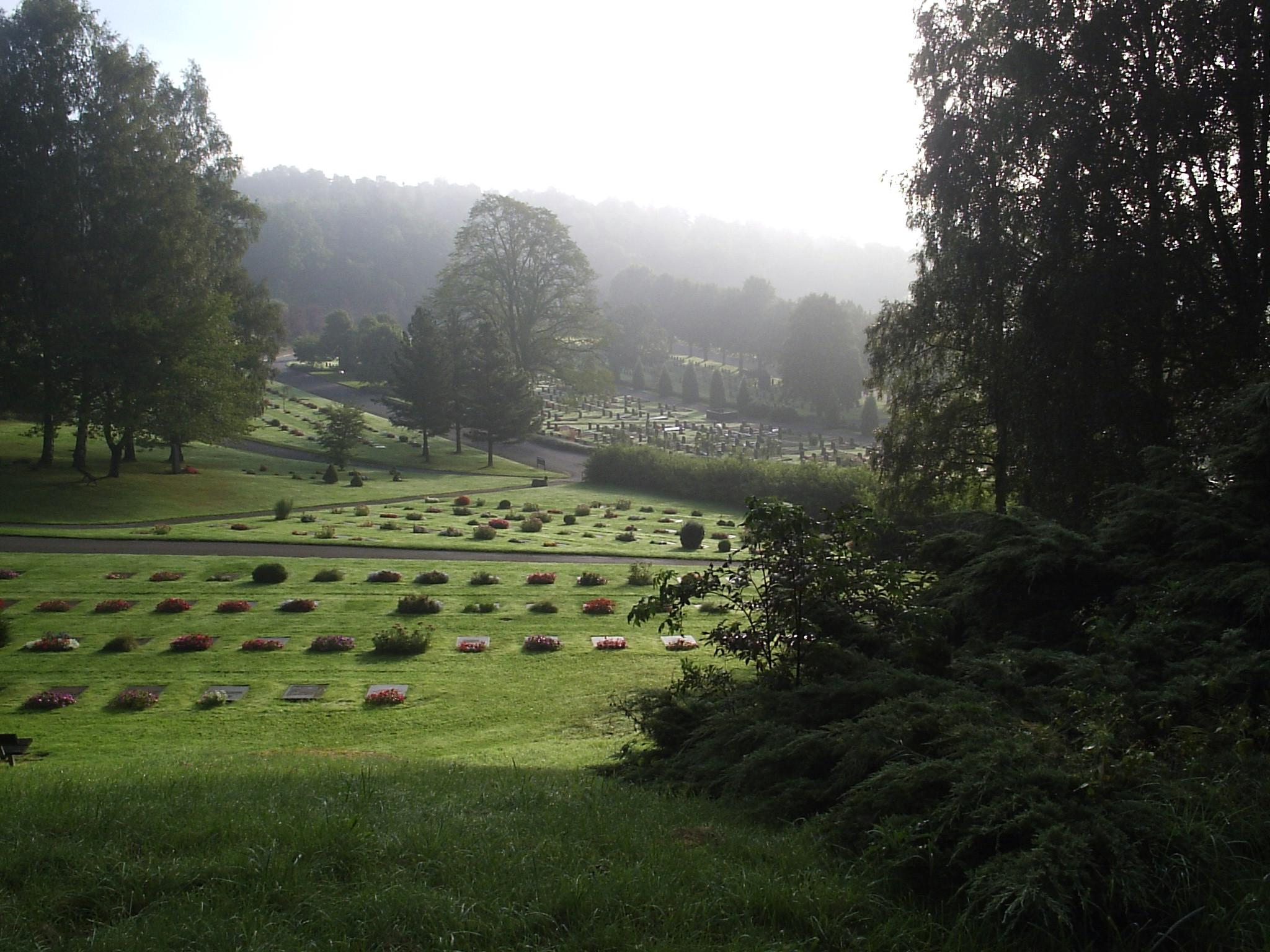
Kvibergs kyrkogård i den tidiga höstens morgondimma.

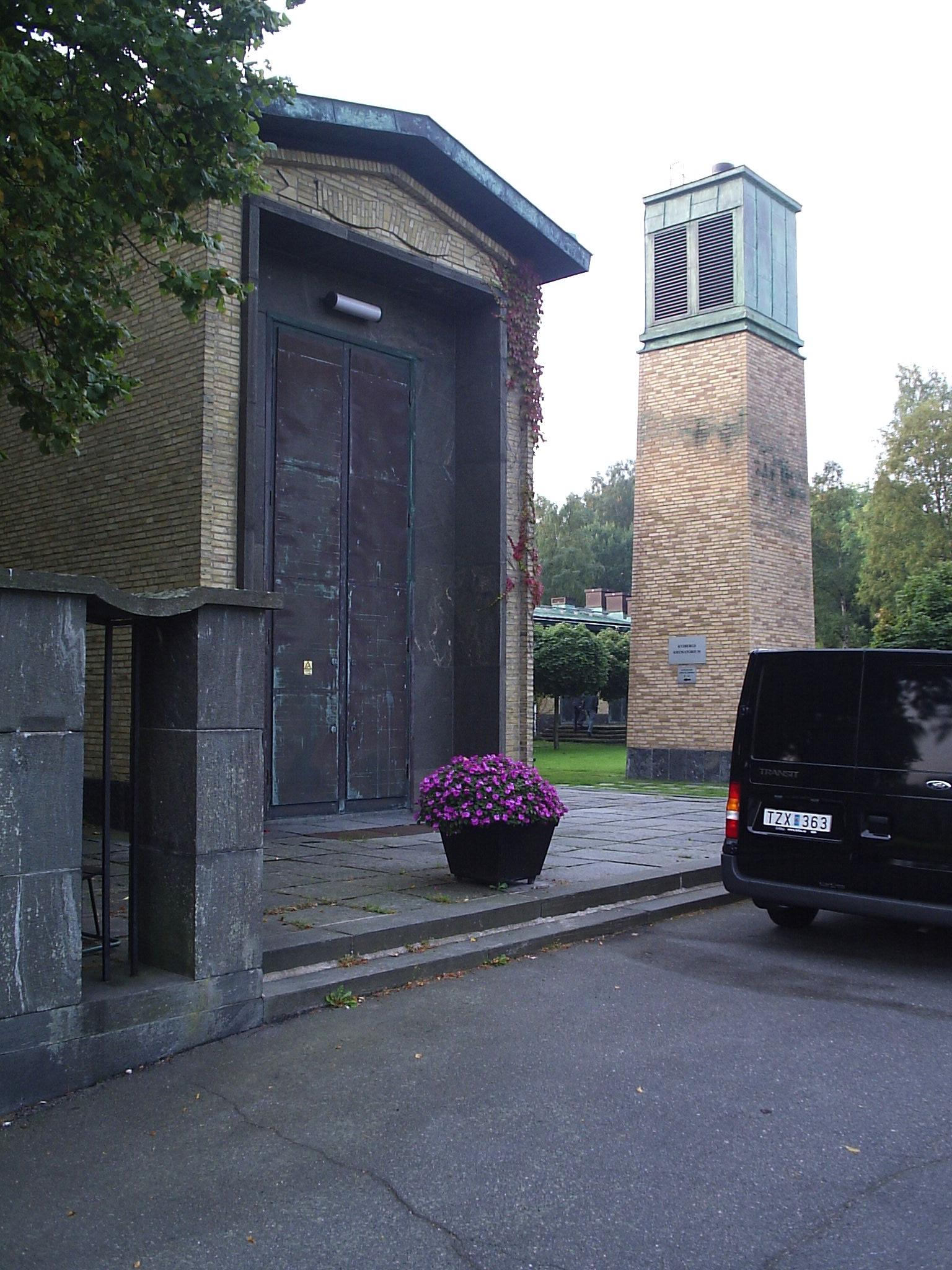
Helga Korsets kapell tjänar sedan 1999 som krematorium.

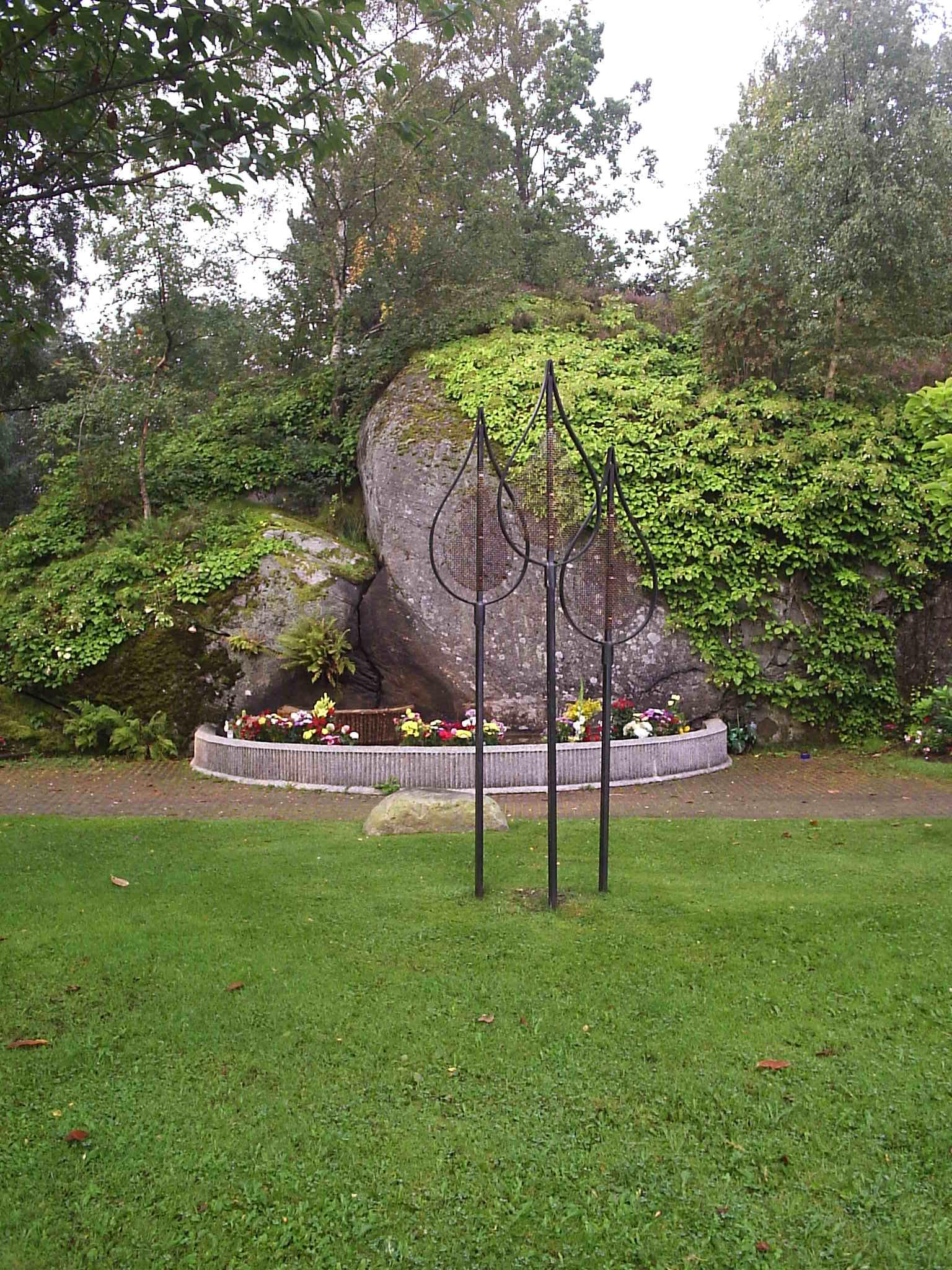
Torolf Engströms konstverk "Tre lågor" pryder minneslunden, som när den invigdes 1966 var Göteborgs första.

Kvibergs kyrkogård vid Kortedalavägen i nordöstra Göteborg, är med sina 130 hektar Sveriges största och norra Europas till ytan näst största kyrkogård. Antalet gravar är 24 167. Kapaciteten är totalt 30 000 kistor och 50 000 urnor.

## Historia
Anläggandet av Kvibergs kyrkogård går tillbaka till 1914 då en motion i Göteborgs stadsfullmäktige tog upp behovet av att utvidga Östra Kyrkogården. En utredningen tillsattes som utredde dels en utvidgning och anläggandet av en ny kyrkogård. Flera olika markområden undersöktes som potentiella platser för en ny kyrkogård: områden på Hisingen, vid Gunnilse och Angereds kyrka, Almedal, Rådasjön, Mjörn, Lerum och Kåhög i Partille. Området mellan Lärjeholm och Kvibergs exercisfält blev identifierat som lämpligt sedan områden på Hisingen blivit för dyra att lösa in från markägarna. 1925 beslutade kyrkofullmäktige om att begära tillstånd för att bygga Kvibergs kyrkogård och stadsfullmäktige biföll begäran 1926.
En arkitekttävling utlystes där Gunnar Asplund, Sigurd Lewerentz och Harald Wadsjö blev särskilt inbjudna. En nämnd för tävlingen utsågs där stadsplanechefen Albert Lilienberg ingick. Gunnar Asplund i samarbete med Sven Ivar Lind vann tävlingen om begravningsplatsens utformning som ordnades 1927, med sitt förslag "Olstorp". Namnet kommer från ett av torpen på platsen. Han skrev i sina kommentarer att han:
 
"...fäst sig vid den för Göteborgstrakten karaktäristiska naturen och särskilt kommit att känna för kontrasten mellan åsarnas buttert tunga kullrighet, som aldrig brytes av någon ryggen ridande byggnad samt lummigheten och behaget i dalgångarna, dit gårdar och kapell söka sig i skydd för vindarna från havet". 
Kyrkogården projekterades av Gunnar Asplund och invigdes den 27 oktober 1935 av biskopen i Göteborgs stift Carl Block. Här finns kapell, krematorium och minneslund. Kvibergs Kyrkogårdsväg fick sitt namn den 26 april 2012, efter sitt läge vid dels Krematoriet och dels till Kapellet.
Minneslunden var Göteborgs första när den invigdes 1966.

### Kapell och krematorium
Helga korsets kapell uppfördes 1935, arkitekt var Ragnar Ossian Swensson.
S:t Olofs kapell invigdes 23 september 1951, med Gunnar Asplund som arkitekt. Kapellet byggdes om 1985, då bland annat kapellsalen gjordes mindre. År 1996 lades krematoriet i anslutning till kapellet ner efter en brand och 1999 togs ett nytt i bruk i den byggnad som tidigare var Helga Korsets kapell. I S:t Olofs kapell finns en glasmosaik av Uno Lindberg kallad "Människans väg". 
S:t Sigfrids kapell invigdes 1957, ritat av Sven Ivar Lind och med plats för 25 personer. I kapellet är altarväggen i trä och textil, symboliserande treenigheten, utförd av Rastis Vilim, Carl Ackers och Elsa Agélii. Kvibergs krematorium som ritats av Erséus Arkitekter mottog pris ur Per och Alma Olssons fond för god byggnadskonst 2018.

### Krigsgravarna och tillägnade områden
De tyska och brittiska krigsgravarna tillkom 1961 då kyrkogårdsförvaltningen sammanförde dessa länders omkomna från båda världskrigen på två särskilda gravfält inom kyrkogården. De är upplåtna för all framtid och sköts av Volksbund Deutsche Kriegsgräberfürsorge respektive Commonwealth War Graves Commission. Det finns även områden tillägnade bland annat svenska sjömän, letter och muslimer. Området med svenska sjömän sköts av Svenska sjöfolksförbundet.

## Begravda
Bland andra är följande begravda på Kvibergs kyrkogård:
- Torgny Segerstedt (1876–1945)
- Sten Branzell (1893–1959)
- Harald Bengtsson, alias Bildsköne Bengtsson (1893–1966)
- Åke Göransson (1902–1942)
- Egon Larsson (1914–1989)
- Javiera (1977–2018)

## Labyrinten på Storeberg
På krönet av berget Storeberg, direkt väster om kyrkogården, finns en labyrint i moränen på cirka 80 meters höjd. Stenmönstret är 11,6 x 12 meter stort, med åtta vallar. Ingången är i sydsydväst. Platsen kallades för Troyenborgs Slätt år 1827. Den stenlagda labyrinten upptäcktes arkeologiskt år 1916 och grävdes ur 1982. Stenformationen uppskattas vara cirka 1 000 år gammal, och byggdes i tron att väder och fiskelycka kunde påverkas.

## Galleri

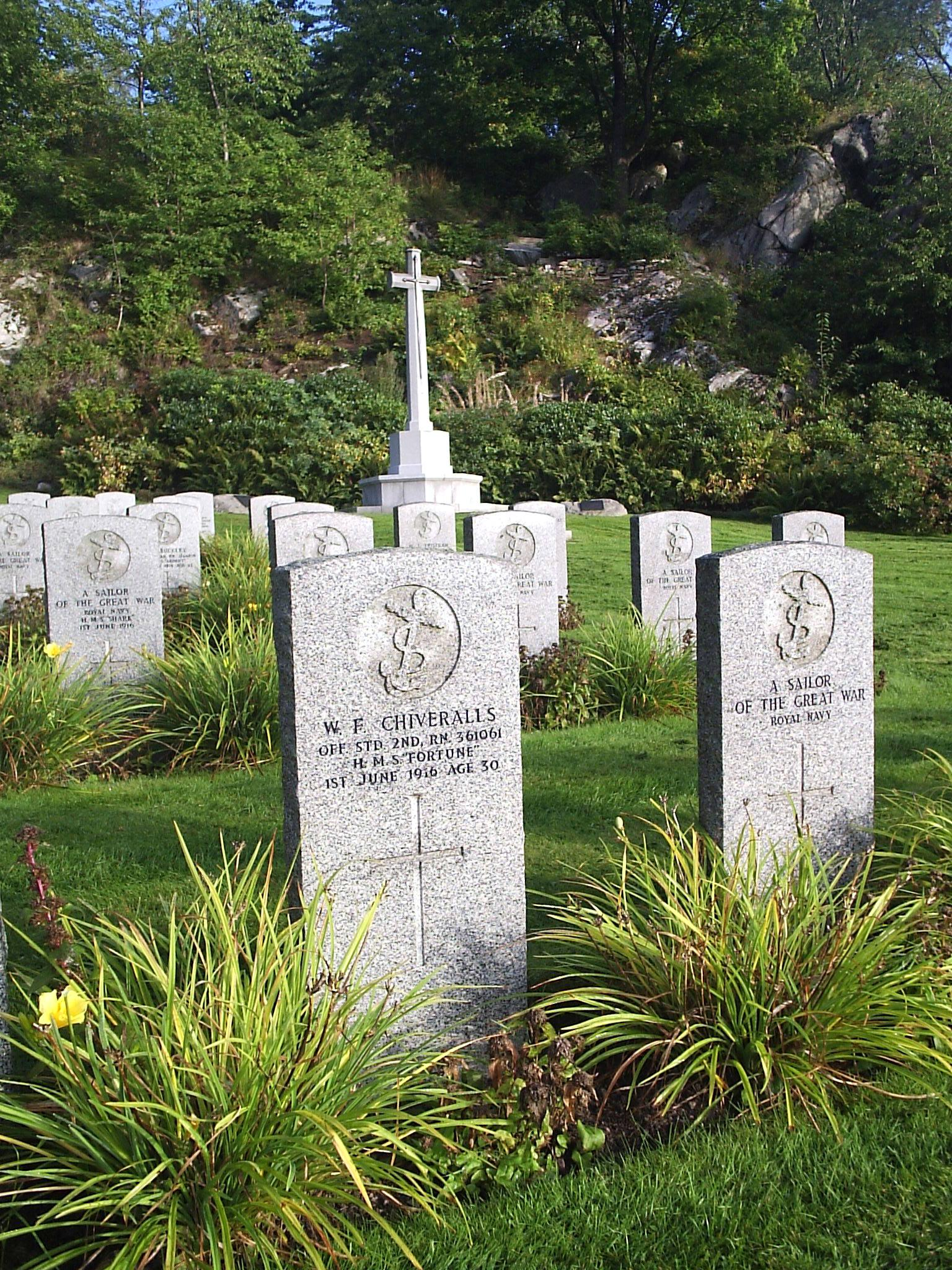
De brittiska krigsgravarna på Kviberg.
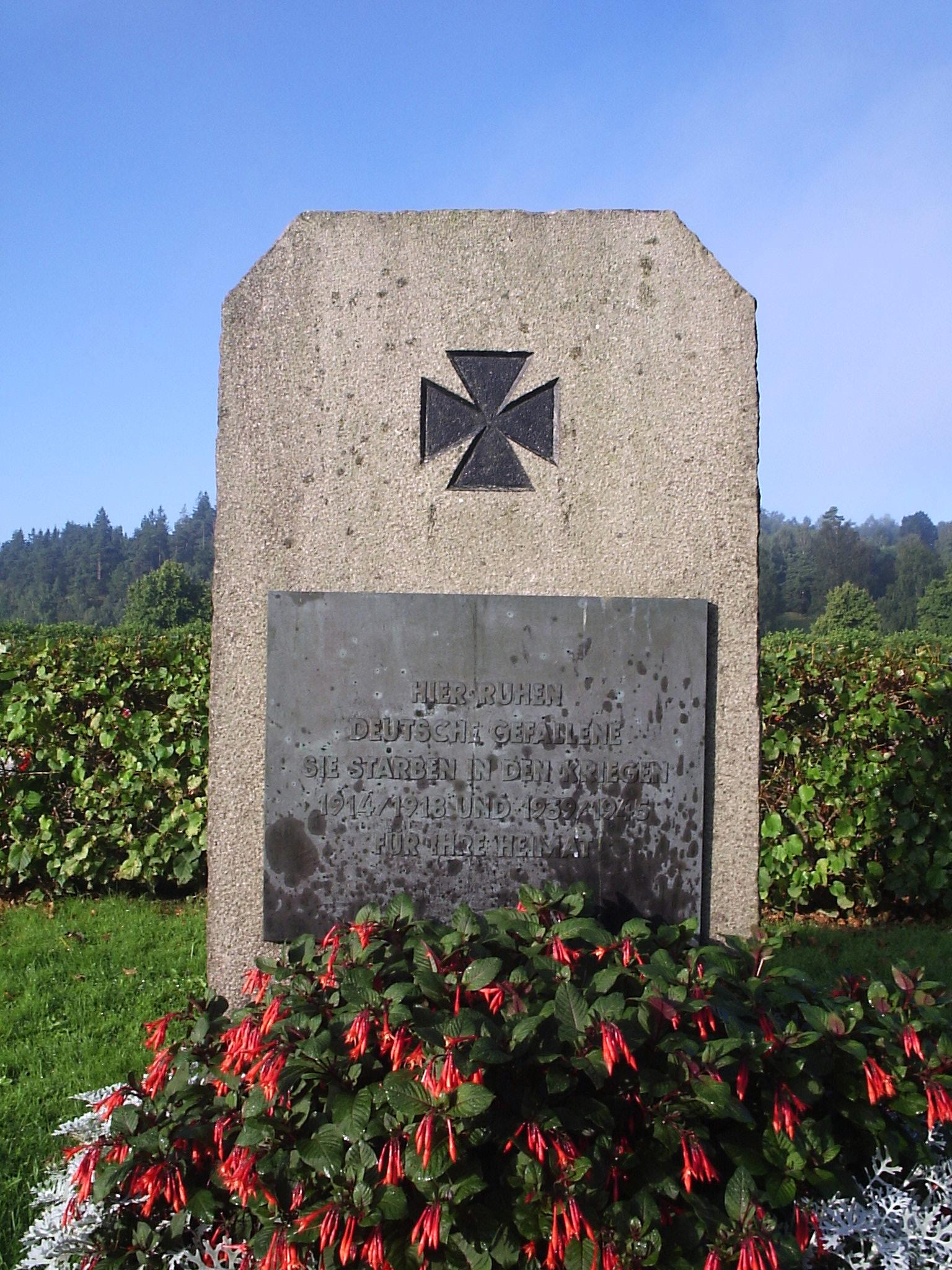
De tyska krigsgravarna på Kviberg.
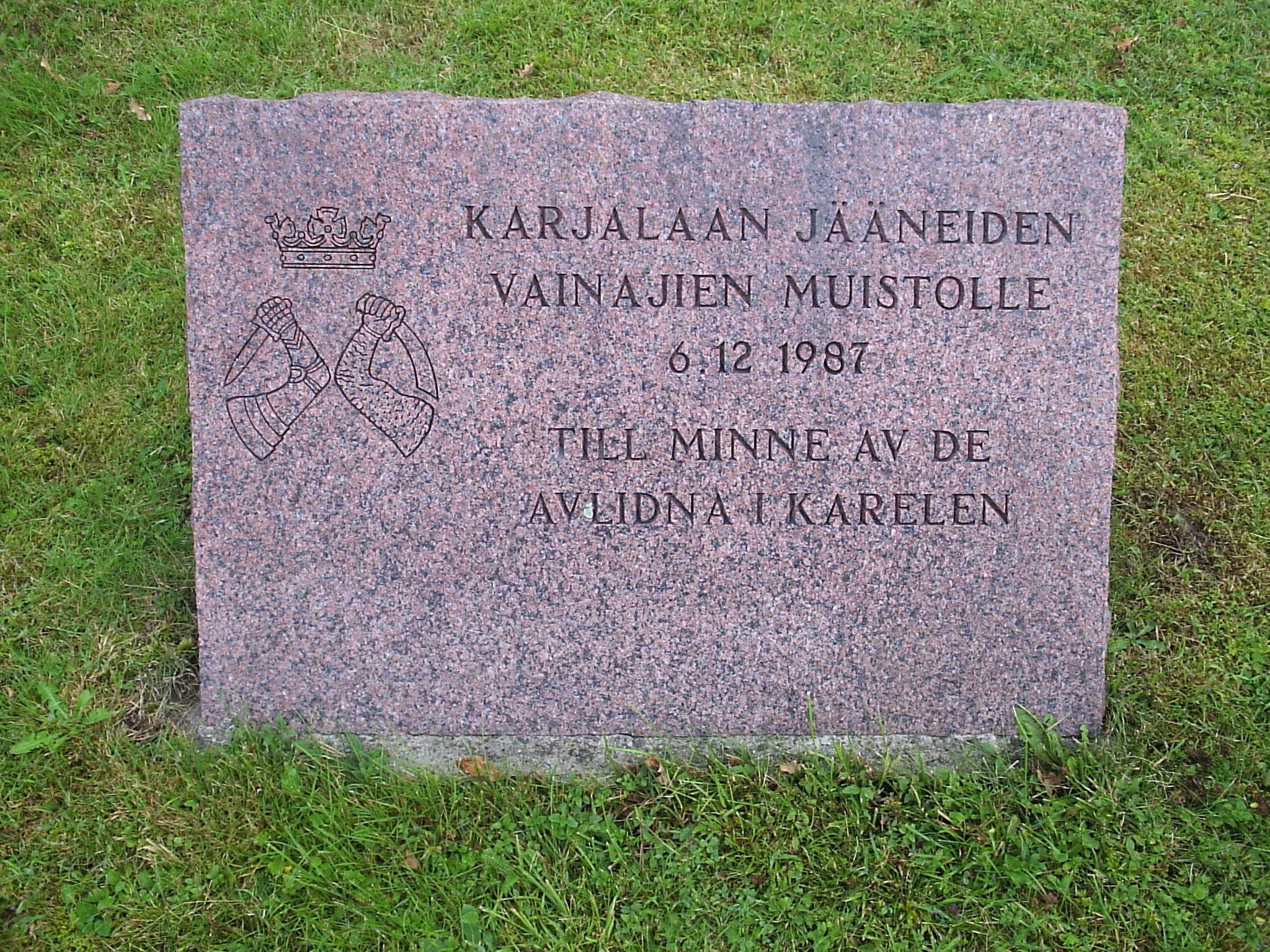
Minnessten för de avlidna i Karelen.
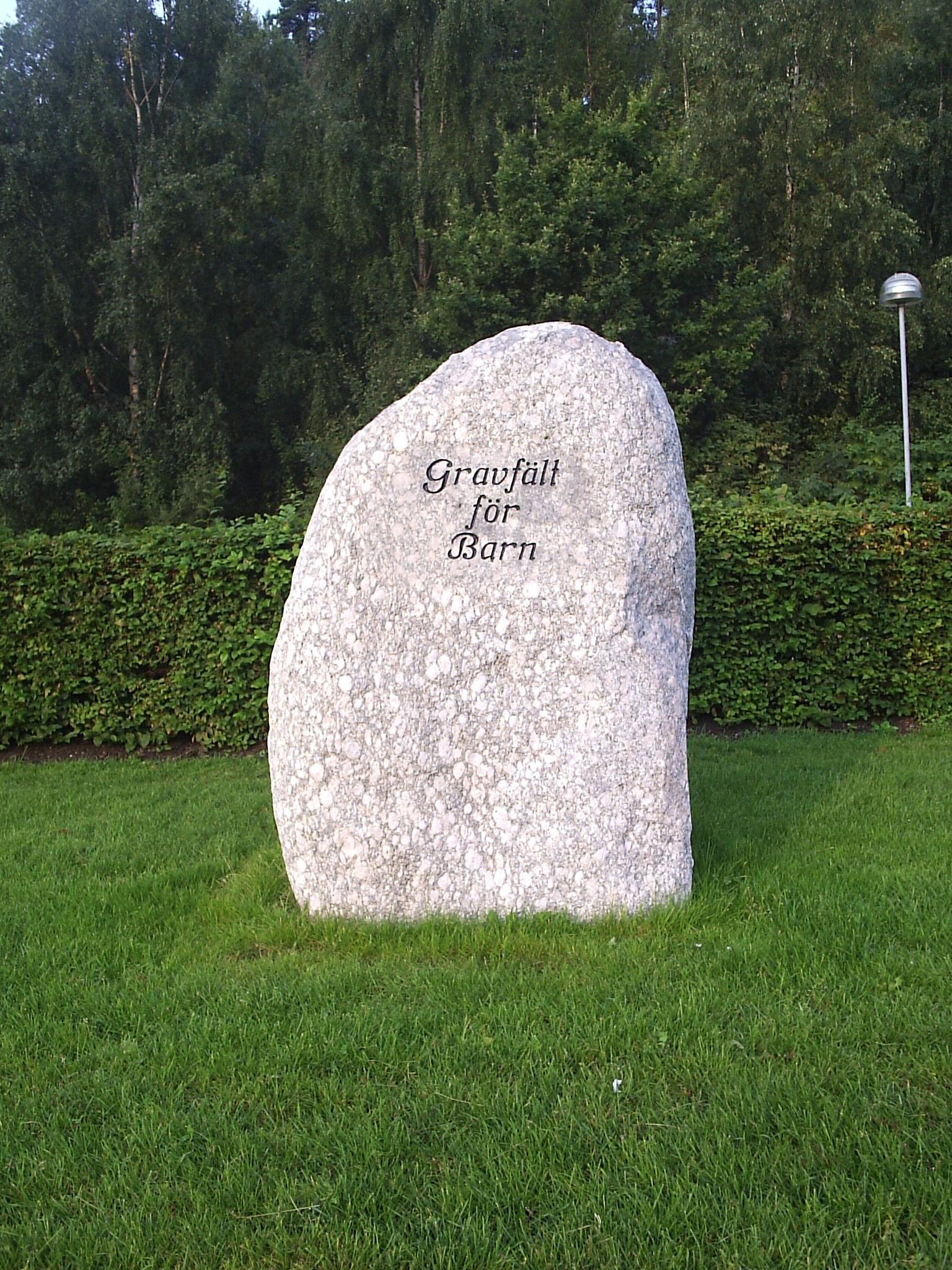
Barnens gravfält.